# Zoologická zahrada Chleby
Zoo Chleby je jedna z menších českých zoologických zahrad, nacházející se v obci Chleby v okrese Nymburk severovýchodně od Nymburka. Popularitu na rozdíl od svých obřích konkurentů získává především díky umožnění těsnějšího kontaktu návštěvníků se zvířaty. Jako právnická osoba je registrovaná pod názvem ZOO Chleby o. p. s.

## Historie
Zoologická zahrada Chleby byla založena jako obecně prospěšná společnost 5. června 1997 na místě bývalé fary v obci Chleby na Nymbursku. Vznikla ze soukromé sbírky exotického ptactva Reného Fraňka, jenž je dodnes[kdy?] jejím ředitelem, a byla postupně doplňována o další druhy zvířat i vzácných rostlin. Statutárními orgány jsou tříčlenná správní rada a tříčlenná dozorčí rada.
V roce 2004 získala licenci MŽP, čímž se stala první oficiální porevoluční zoo v ČR a tedy i první oficiálně uznanou nestátní zoologickou zahradou. V letech 2006 a 2007 v areálu zoo vznikla dětská kontaktní zoo s ovcemi, kozami, buvolem a lamami a pro návštěvníky byla otevřena pokladna a obchod se suvenýry a občerstvením a rozšířeno venkovní posezení a komunikace. V roce 2007 byl otevřen pavilon „Angkor Wat“ pro gibony, inspirovaný touto světoznámou kambodžskou památkou. V roce 2008 bylo zprovozněno obří sladkovodní akvárium nazvané Pavilon Labe. V roce 2010 byl vybudován pavilon gepardů „Livingstone House“ ve stylu domu, v němž byl proslulý cestovatel nalezen mrtev, byla instalována kolekce betonových soch recentně vyhubených zvířat, postavena ubikace surikat, lemurů kata a další.[zdroj?]
V roce 2014 zoo pětinásobně rozšířila obhospodařované pozemky. Byl otevřen nový areál s environmentálním centrem, atraktivním dětským hřištěm, parkovištěm, občerstvením, posezením a novými expozicemi (např. výběh velbloudů dvouhrbých).[zdroj?]

## Činnost

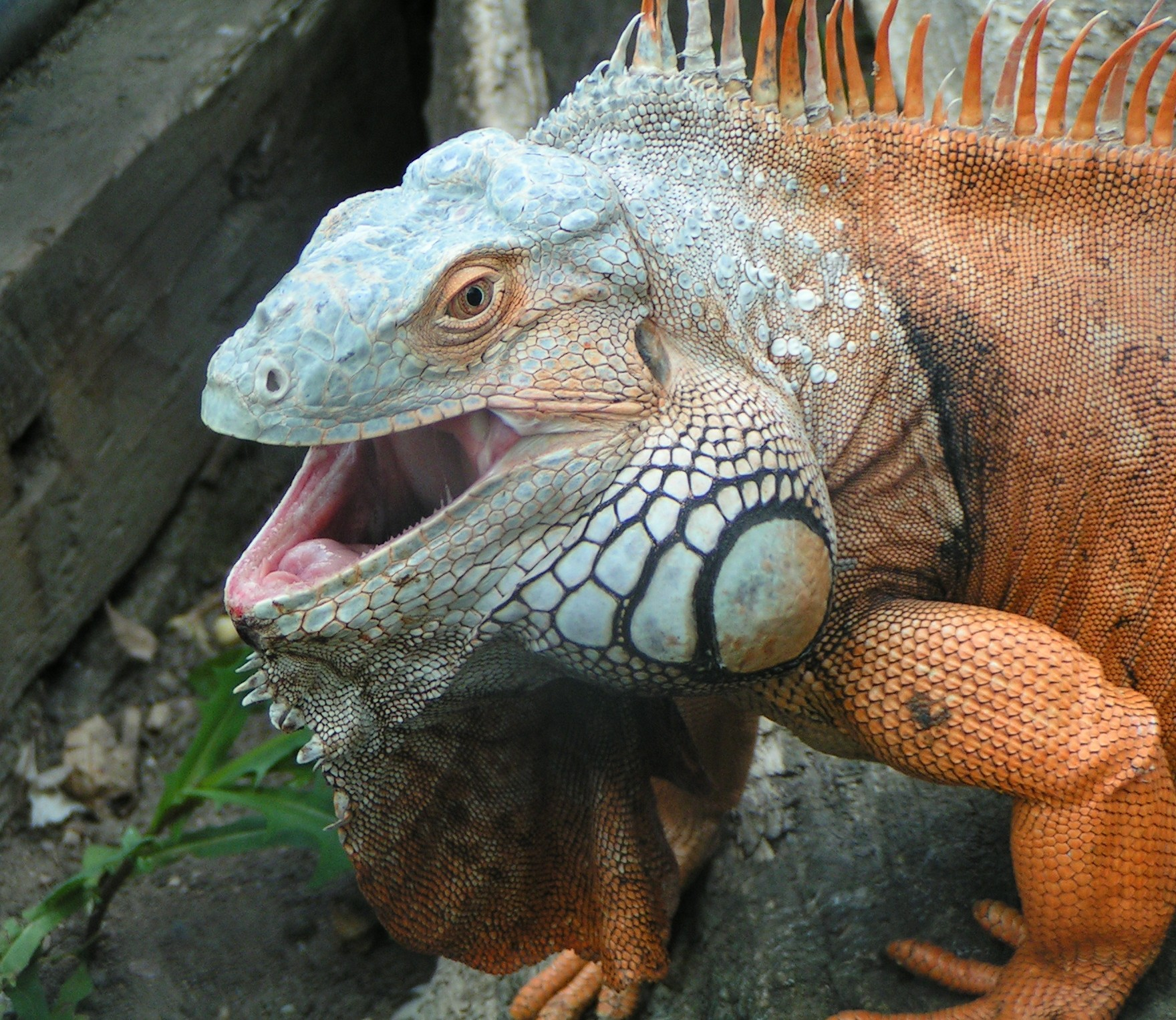
Leguán zelený

### Zoo v číslech
Zoo Chleby hospodaří na 4,4 ha ploch a jejím zřizovatelem a provozovatelem je obecně prospěšná společnost ZOO Chleby. Od založení zoo se návštěvnost postupně zvyšuje.[zdroj?]
Na počátku roku 2015 zoo chovala 59 druhů zvířat, mezi nimiž nechybšly ani 2 silně ohrožené druhy vedené v  Červené knize ohrožených zvířat, 7 v CITES a 2 druhy z Evropských chovných programů ohrožených druhů (European Endangered Species Breeding Programmes, EEP).
Mezi významné úspěchy zoo patří mj. opakovaný odchov zoborožce nosorožčího nebo vůbec první odchov tetřívka kavkazského na světě. Nedílnou součástí zahrady jsou i druhy vzácné flóry, především exotických druhů – návštěvníci obdivují obzvláště na deset druhů bambusu.

### Členství v organizacích

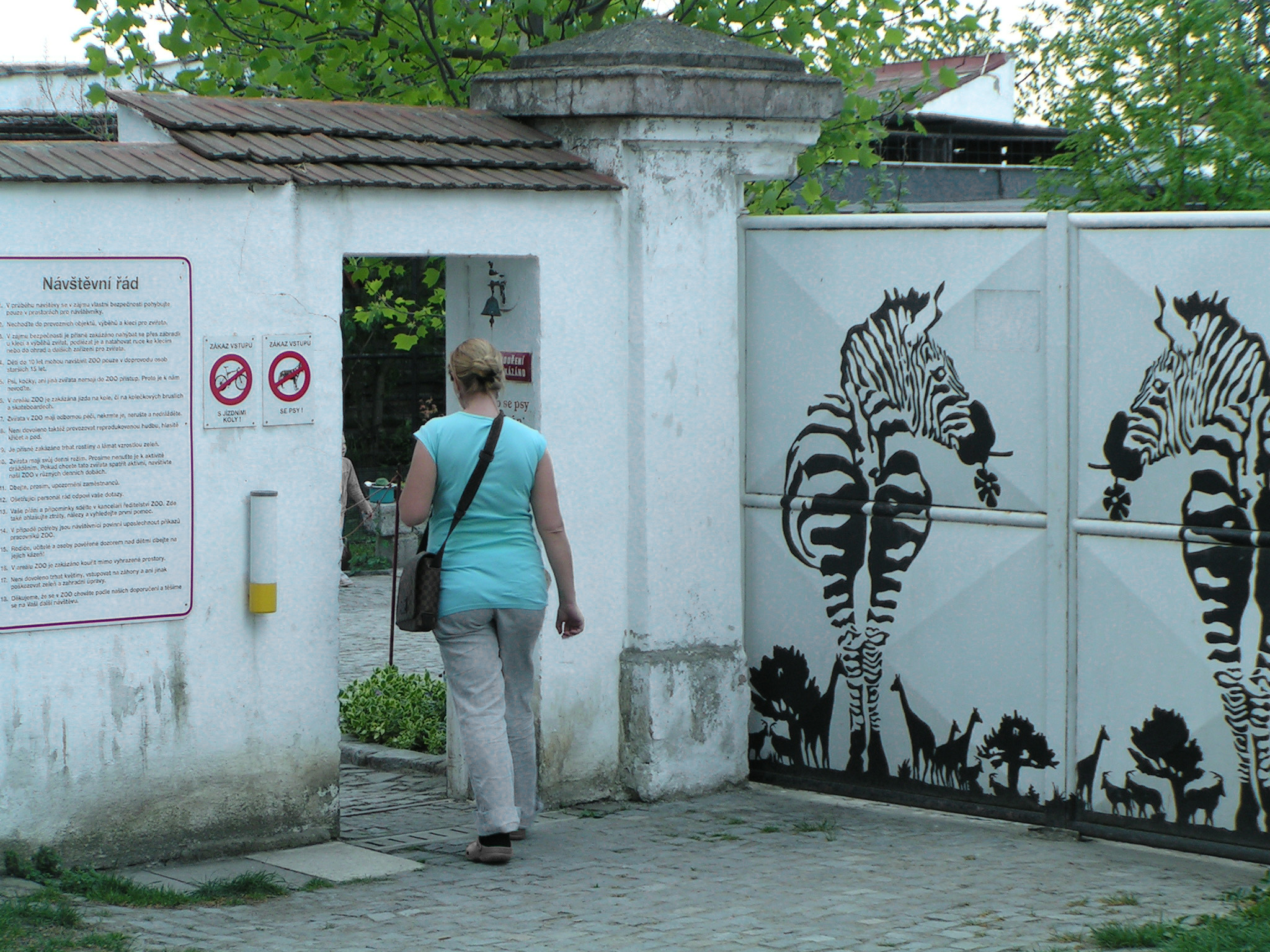
Vstup do zoo

Zoo Chleby byla v roce 2004 přijata za řádného člena Euroasijské regionální asociace zoologických zahrad (Euro-Asian Regional Association of Zoos and Aquaria, EARAZA), rovněž je členem Světové bažantí asociace (The World Pheasant Association, WPA). Spolupracuje rovněž s koordinátory Evropských chovných programů ohrožených druhů (European Endangered Species Breeding Programmes, EEP). Dne 17. května 2017 se Zoo Chleby stala 20. členem UCSZOO (Unie Českých a Slovenských zoologických zahrad).

### Další činnost
Zoo pořádá různé akce pro veřejnost, např. lampionové průvody nebo jednou ročně se opakující dvoutýdenní Work Camp, což je brigáda dobrovolníků za účelem výpomoci zoo. Účastníci mají české vedení, ale brigádníci přijíždějí i ze zahraničí, např. z Německa, Polska, Francie, Belgie, ale i z USA nebo Japonska.
Návštěvníci zoo se mohou zúčastnit krmení dravců, krmit krotkého dikobraza a zvířata v kontaktní zoo krmením zakoupeným u pokladny anebo se nechat vyfotit s papouškem ara ararauna.
Návštěvnický servis: obchod se suvenýry a etno předměty, občerstvení, pravidelné komentované prohlídky.
Pro školy připravuje zoo biologické přednášky s možností kontaktu a fotografování se se zvířaty.

## Fotogalerie

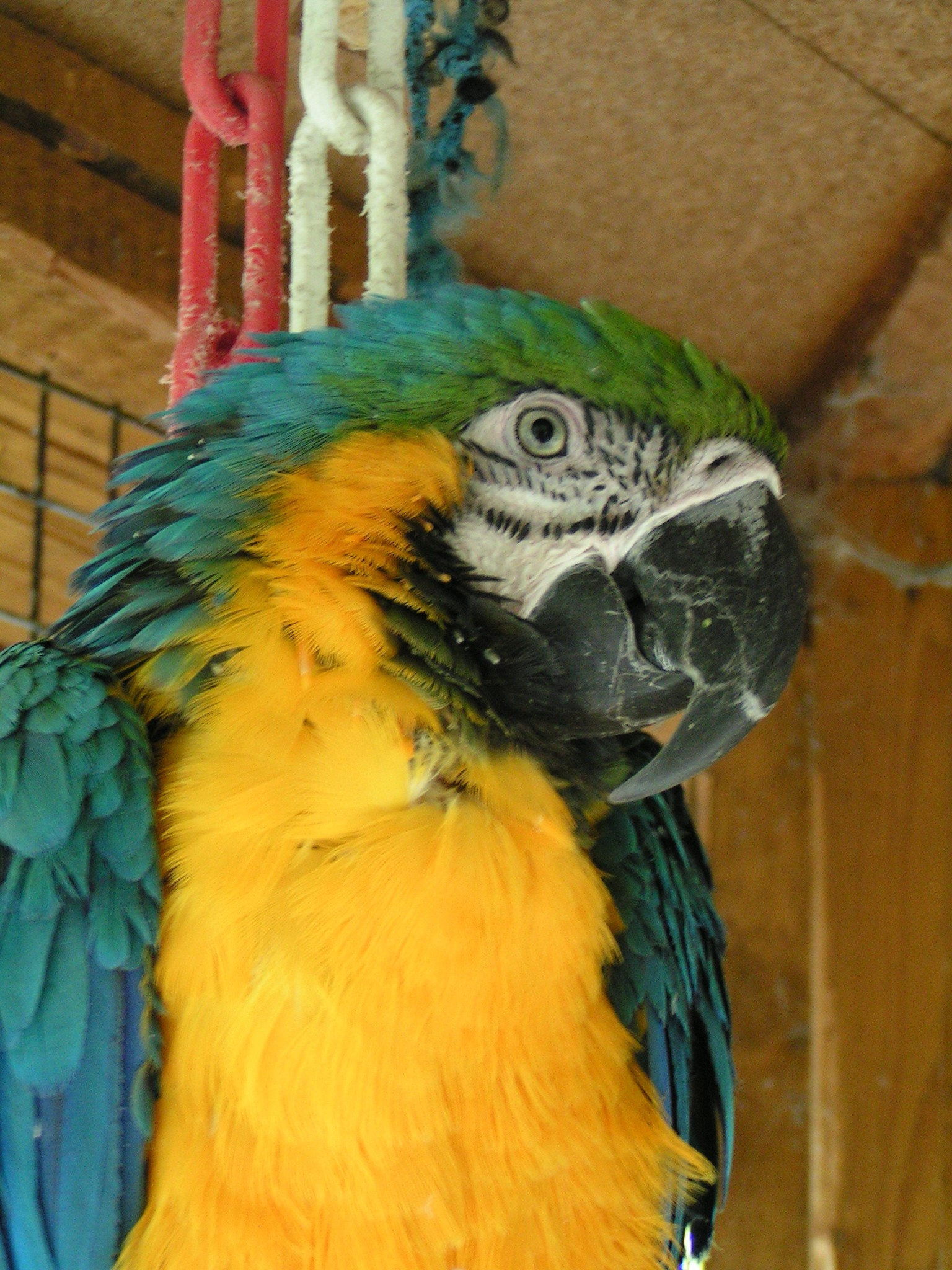
Ara ararauna
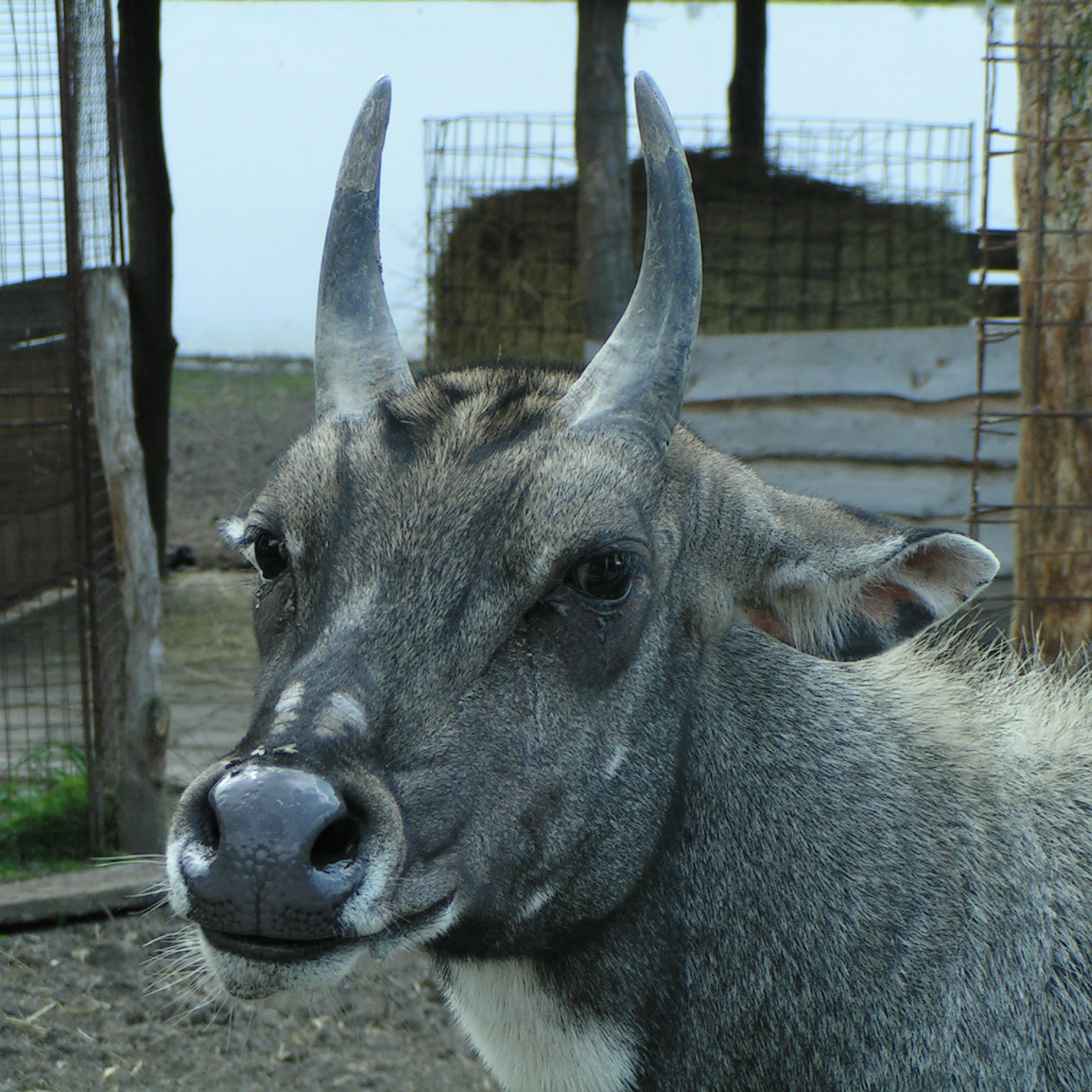
Nilgau pestrý
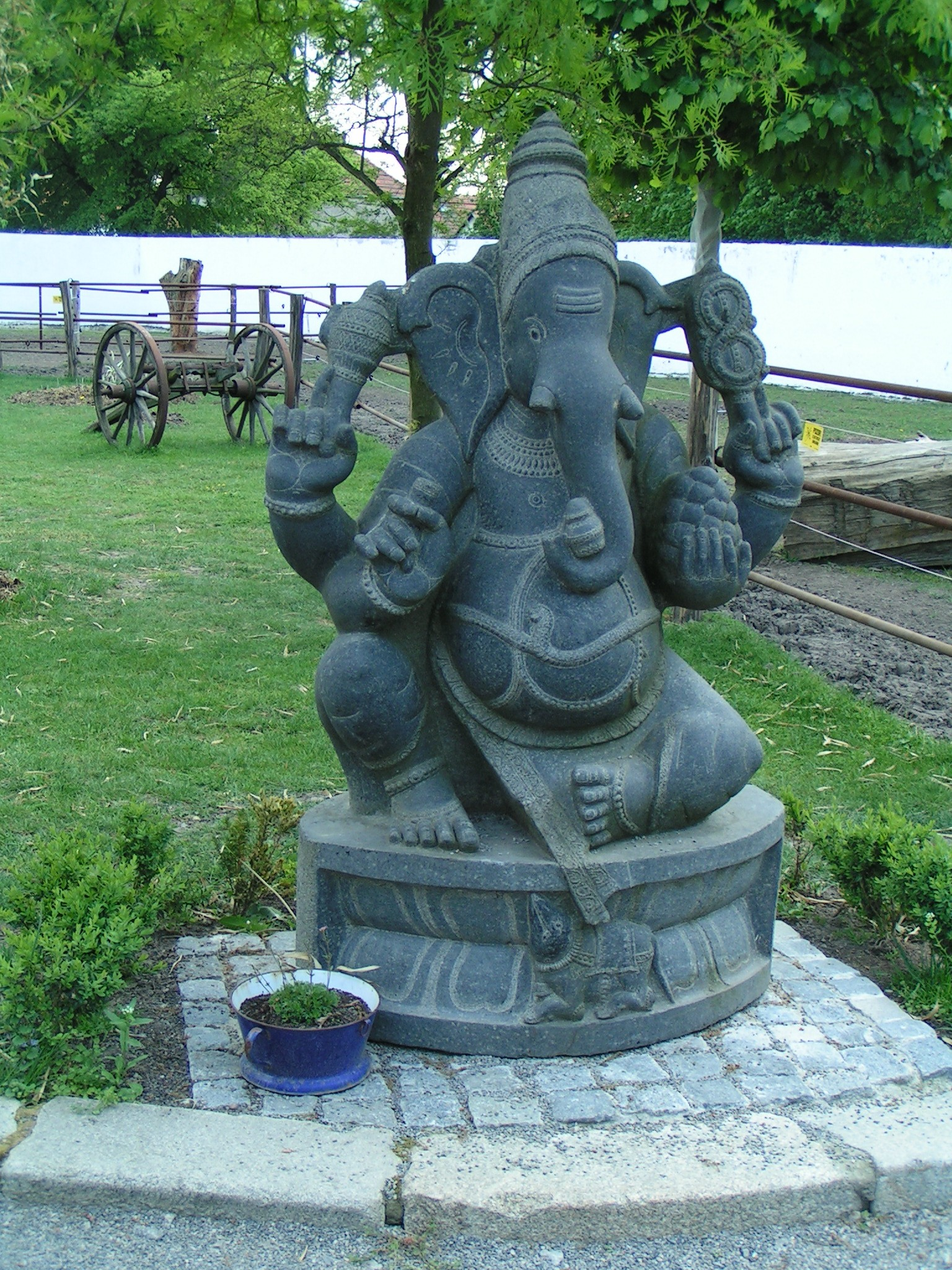
Socha boha Ganeši
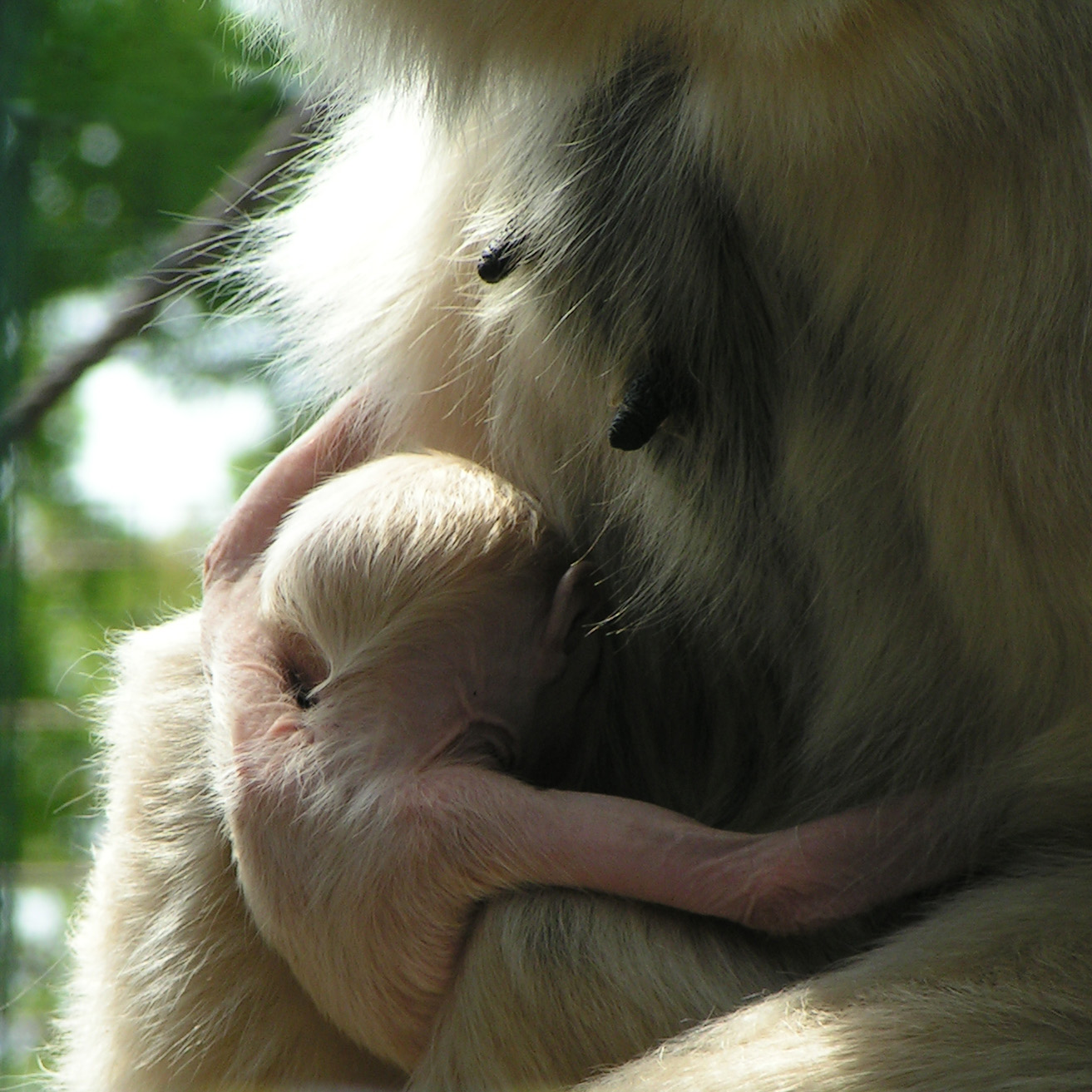
Čtyřdenní mládě gibona žlutolícího
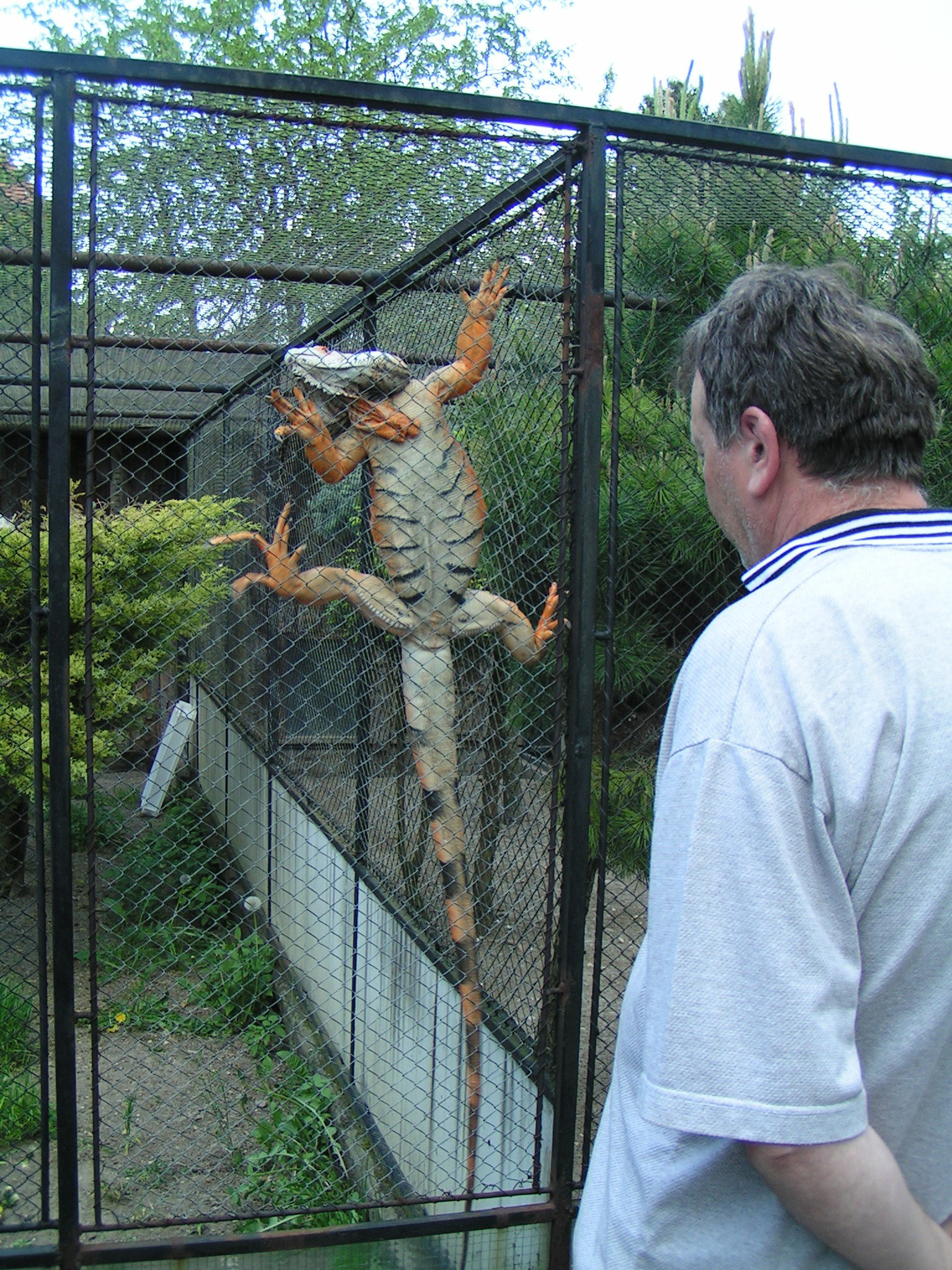
Porovnání velikosti leguána zeleného s člověkem
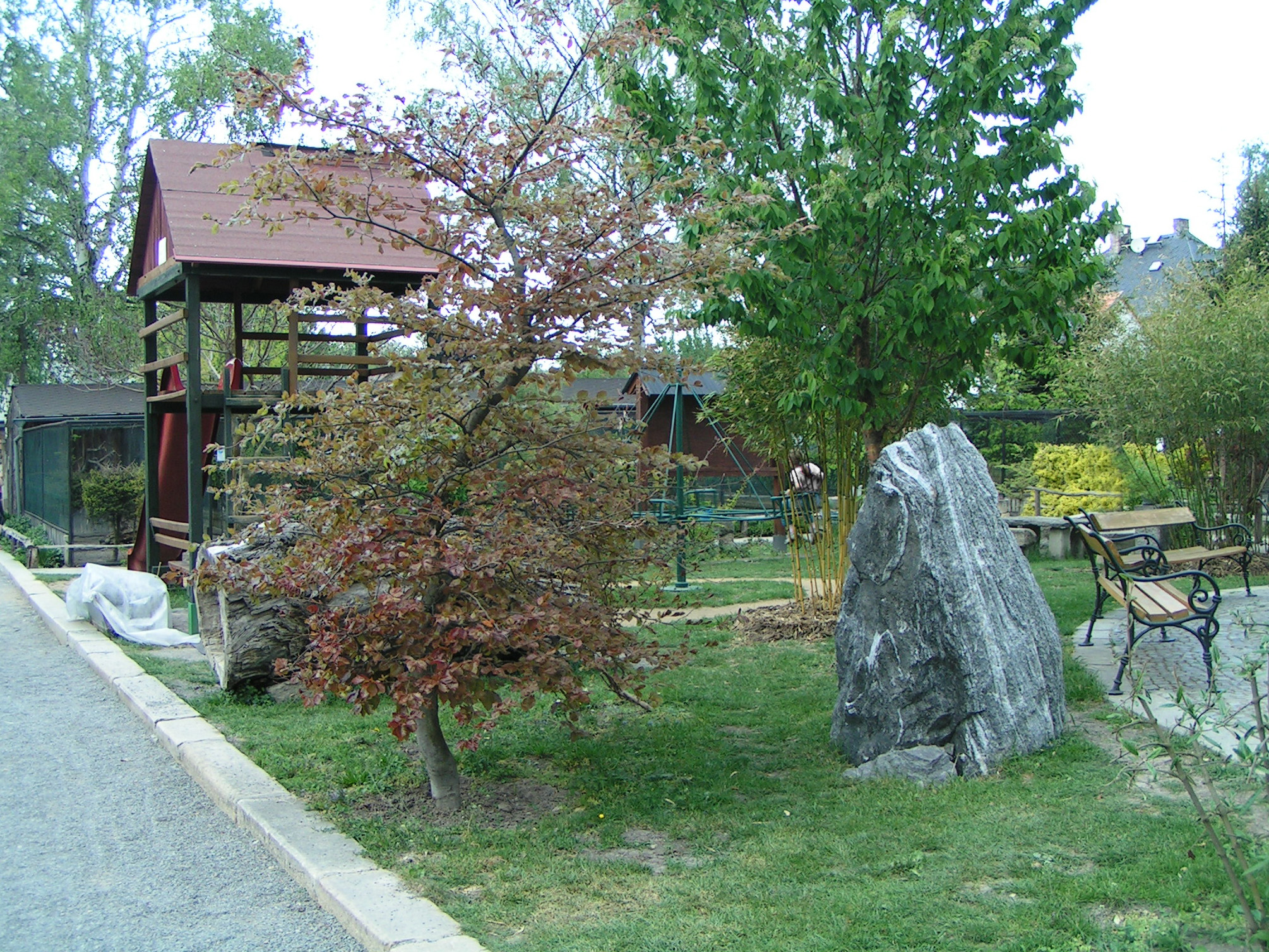
Pohled k voliérám přes zeleň a dětské hřiště